# Mohammed Ahamed
Mohammed Ahamed Jama (Burao, 5 agosto 1985) è un ex calciatore somalo naturalizzato norvegese, di ruolo attaccante.

## Carriera

### Club
Ahamed ha iniziato la carriera professionistica con la maglia del Tromsø e si è trasferito in seguito al Fløya. Nel 2006 è passato al Tromsdalen, militante in 1. divisjon. Ha esordito per il club in data 9 aprile, quando è stato titolare nella sconfitta casalinga per 1-2 contro l'Aalesund. Il 23 aprile è arrivata la prima marcatura, nella vittoria per 4-2 sul Moss. In due anni e mezzo con il Tromsdalen, ha realizzato 46 reti in 68 incontri di campionato.
Nel corso del 2009 è tornato al Tromsø e ha potuto debuttare in Eliteserien: è subentrato infatti a Joel Lindpere nel pareggio a reti inviolate contro lo Stabæk, in data 15 agosto. Il 21 aprile 2010 ha realizzato la prima rete nella massima divisione norvegese: è andato infatti a segno nel successo per 2-1 contro il Sandefjord.
Il 28 luglio 2011 è passato in prestito dal Tromsø al Sarpsborg 08. Il 10 agosto 2012, è tornato al Tromsdalen e ha firmato un contratto valido fino al termine della stagione. È rimasto in forza al Tromsdalen anche per le annate successive: nel 2013 ha subito un infortunio che lo ha tenuto lontano dai campi per molto tempo. Il 17 dicembre 2014 ha rinnovato il contratto che lo legava al club per altre due stagioni.
Nella stagione 2019 è stato in forza al Krokelvdalen.
Il 23 giugno 2020 ha fatto ritorno al Tromsø, richiesto espressamente dal nuovo allenatore Gaute Helstrup.

## Palmarès

### Club

#### Competizioni nazionali
- 2. divisjon: 2

Tromsdalen: 2008 (gruppo 4), 2013 (gruppo 4)